# Vidră orientală cu gheare scurte
Vidra orientală cu gheare scurte (Aonyx cinereus), numită și vidră asiatică, este o specie de vidră originară din Asia de Sud și de Sud-Est. Are gheare scurte sau chiar inexistente, iar labele sale sunt înzestrate cu membrană interdigitală. Cu o lungime totală a corpului de 73–96 cm, este cea mai mică specie de vidră din lume.
Vidra orientală cu gheare scurte trăiește în habitate riverane, zone umede cu apă dulce, mangrove și mlaștini. Se hrănește cu moluște, crabi și alte animale acvatice⁠(en)[traduceți] mici. Poate trăi în grupuri de familie formate din până la 15 indivizi.
Este listată drept vulnerabilă⁠(en)[traduceți] pe Lista roșie a IUCN și este amenințată de pierderea habitatului, poluare și în unele zone și de vânătoare.

## Taxonomie
Lutra cinerea era denumirea științifică propusă de Johann Karl Wilhelm Illiger⁠(en)[traduceți] și publicată în 1815 pentru o vidră colectată în Batavia⁠(en)[traduceți]. În secolul al XIX-lea și al XX-lea au fost descrise câteva specimene zoologice⁠(en)[traduceți]:
- Lutra concolor propus de Constantine Samuel Rafinesque⁠(en)[traduceți] în 1832 era o vidră cu colorit uniform din Assam. Rafinesque a propus de asemenea Amblonyx ca nume pentru un subgen de vidre cu gheare boante, scurte.[7]
- Lutra leptonyx propus de Thomas Horsfield⁠(en)[traduceți] în 1824 consta în două vidre orientale cu gheare scurte adulte colectate pe Insula Java.[8] A fost subordonată genului Aonyx de John Edward Gray în 1843.[9]
- Amblonyx cinerea nirnai propus de Reginald Innes Pocock⁠(en)[traduceți] în 1940 era o vidră orientală cu gheare scurte brună închis din Virajpet⁠(en)[traduceți] din sudul Indiei.[10]

### Filogenie
Rezultatele unei analizării mitocondriale asupra citocromului b⁠(en)[traduceți] publicată în 1998 indicau că ar trebui subordonată genului Aonyx. Rezultatele unui studiu molecular publicat în 2008 au arătat că vidra orientală cu gheare scurte este un taxon soră⁠(en)[traduceți] cu Lutrogale, oferind susținere menținerii genului Amblonyx sau extinderii genului Aonyx pentru a îl face monofiletic⁠(en)[traduceți]. S-au despărțit genetic⁠(en)[traduceți] acum în jur de 1,5 milioane de ani.
Vidra orientală cu gheare scurte se grupează cu vidra africană fără gheare (Aonyx capensis) și vidra indiană (Lutrogale perspicillata) într-o cladă soră⁠(en)[traduceți] cu genul Lutra. În Singapore a avut loc hibridare între vidre orientale cu gheare scurte femele și vidre indiene masculi. Urmașii rezultați și descendenții acestora s-au înmulțit înapoi în populația de vidre indiene, dar au menținut genele strămoșilor lor vidre orientale cu gheare scurte. Potrivit datelor din 2016, în Singapore există o populație de cel puțin 60 de vidre hibride.

## Caracteristici

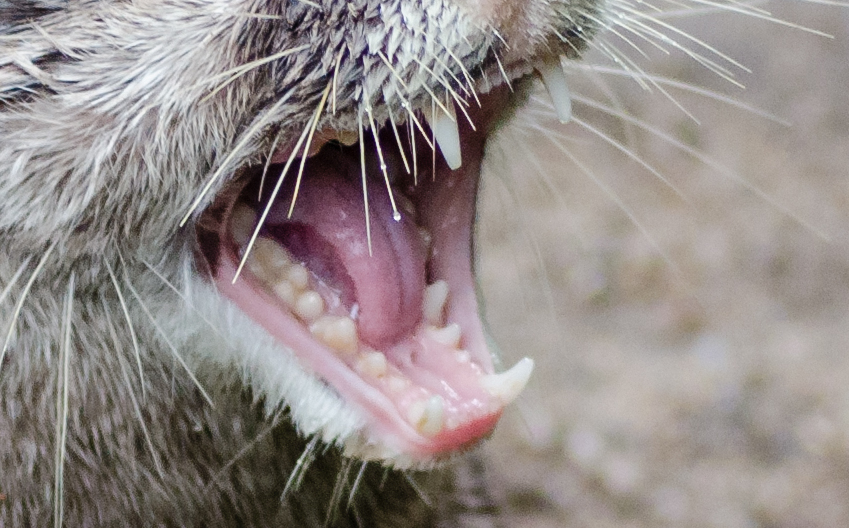
Gura unei vidre orientale cu gheare scurte de aproape

Vidra orientală cu gheare scurte are blana de un brun intens cu ceva tentă rufescentă pe spate, dar mai palidă dedesubt. Părul lânos este mai deschis la culoare lângă bază. Gâtul și lateralele capului sunt brune, dar obrajii, buza de sus, bărbia, lateralele și partea din față ale gâtului sunt albicioase sau albe.
Craniul său este scurt, iar rinariumul⁠(en)[traduceți] este lipsit de păr și este rotunjit la marginea de sus. Botul are mustăți lungi și aspre pe fiecare parte. Ochii sunt situați înspre partea din față a capului. Urechile sale sunt mici și ovale cu un tragus⁠(en)[traduceți] și un antitragus⁠(en)[traduceți] discrete. Labele îi sunt înguste cu degete scurte înzestrate cu membrană interdigitală până la ultima încheietură. Există peri scurți pe părțile inferioare ale membranelor interdigitale. Pernițele plantare au patru lobi și sunt mai mult lungi decât late. Ghearele sunt scurte, aproape drepte, iar la unii indivizi chiar lipsesc.
Femelele au patru glande mamare.
Vidra orientală cu gheare scurte este cea mai mică specie de vidră din Asia. Variază în lungimea capului plus cea a trunchiului de la 47 până la 61 cm, lungimea cozii fiind de 26 până la 35 cm. Coada se îngustează dinspre bază și este groasă și musculoasă, mai ales la bază, și lungimea ei este mai mare decât jumătatea lungimii trunchiului. Labele picioarelor din spate sunt de 97 până la 102 mm în lungime. Lungimea craniului variază de la 84 până la 94 mm. Nu are premolari superiori și are numai patru măsele în partea de sus.
Vidrele captive adulte pot varia în greutate de la 2,7 până la 3,5 kg.

## Răspândire și habitat
Arealul nativ al vidrei orientale cu gheare scurte cuprinde părți din India până în Asia de Sud-Est incluzând insulele Sumatra, Java, Borneo și Palawan⁠(en)[traduceți]. Trăiește în zone umede cu apă dulce precum mlaștini, râuri șerpuitoare, câmpuri de orez irigate, dar și estuare, lagune costale și iazuri supuse mareei. Se găsește în Bengalul de Vest, Assam și Arunachal Pradesh, și în regiuni costale din Odisha. În Karnataka și pe Munții Nilgiri⁠(en)[traduceți] și Dealurile Palni⁠(en)[traduceți] în Tamil Nadu viețuiește în pâraie puțin adânci de munte până la altitudinea de 2.000 m.
În Java de Vest populează zone de-a lungul unor canale de irigație cu curent lent, zone ce dispun de iaz, și câmpuri de orez înconjurate de vegetație ce oferă adăpost. Se găsește de asemenea în mangrove.
În anii 1980, câteva vidre orientale cu gheare scurte au evadat în Anglia din captivitate și și-au stabilit o populație în sălbăticie.

## Comportament și ecologie

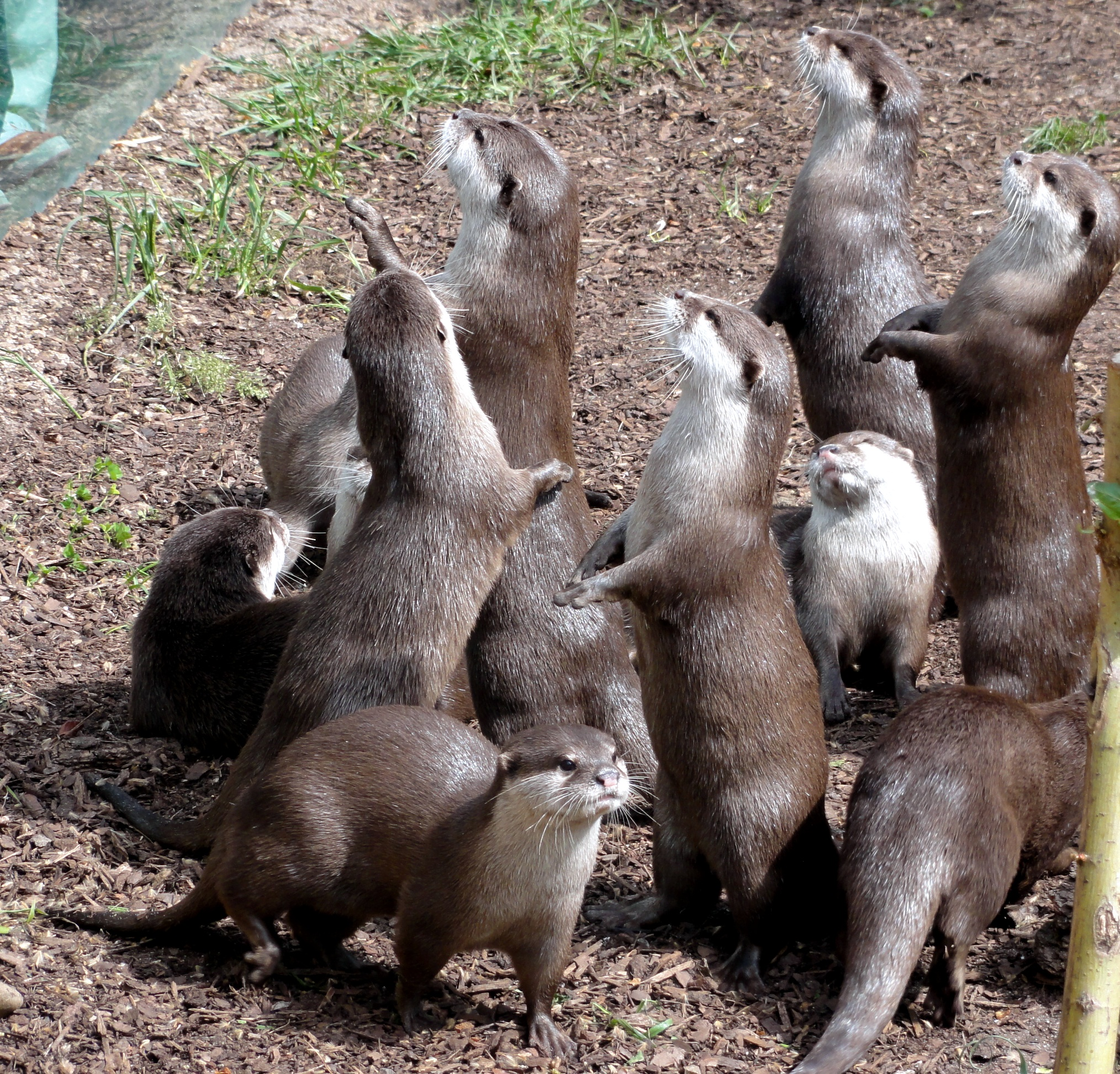
Grup de familie de vidre orientale cu gheare scurte

Vidra orientală cu gheare scurte este activă cel mai mult după lăsarea întunericului.
Trăiește în grupuri alcătuite din până la 15 indivizi. În Sundarbans⁠(en)[traduceți], Bangladesh, din noiembrie 2014 până în martie 2015 au fost înregistrați 53 de indivizi în 351 km de cursuri de apă pe parcursul a 13 locații. Mărimea grupului varia de la unul până la 12 indivizi.
Membrii grupului comunică folosind 12 sau mai multe vocalizări distincte și emit diverse scheunături și scâncete. Când sunt perturbate, vidrele țipă pentru a chema alte vidre care să le vină în ajutor.
Când înoată la suprafață, vidrele vâslesc cu picioarele din față și dau din picioarele din spate. Când se scufundă sub apă își unduiesc trunchiurile și cozile. Vidrele captive pot înota cu o viteză de 0,7–1,2 m/s.
Observațiile asupra vidrelor orientale cu gheare scurte sălbatice au dezvăluit faptul că acestea își întind excrementele la locurile de făcut nevoile⁠(en)[traduceți], folosindu-și labele din spate și cozile. Grupurile cu mai mulți indivizi și-au întins excremente mai des decât cele cu trei sau mai puțini indivizi. Frecvența locurilor de făcut nevoie cu excremente întinse a variat în locații diferite, ceea ce indică o preferință pentru anumite locuri. Întinderea excrementelor cel mai probabil facilitează legăturile sociale dintre membrii grupului și are legătură cu manifestările de marcare a teritoriului. Folosesc maluri nisipoase sau ierboase pentru a se odihni, sta la soare sau pentru a își face toaleta. În zone mlăștinoase folosesc în principal insule.

### Dietă

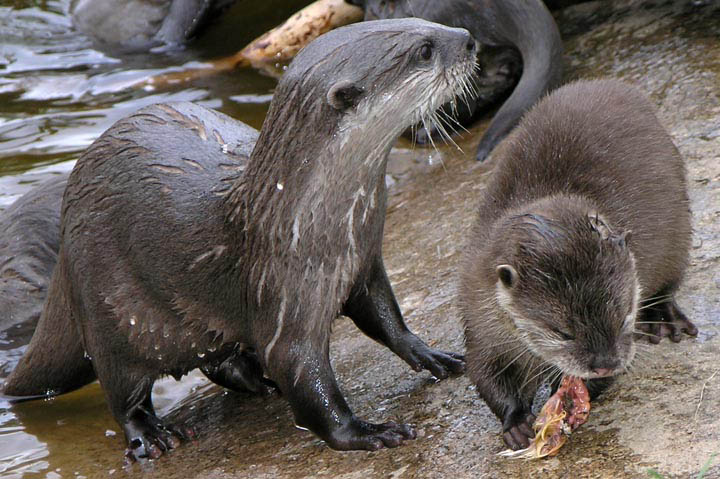
Vidre orientale cu gheare scurte hrănindu-se în en

Vidra orientală cu gheare scurte se hrănește în principal cu melci și alte moluște, crabi și pești din genul Trichogaster⁠(en)[traduceți] și subfamilia Oxudercinae⁠(en)[traduceți]. Dieta sa variază sezonier. Când și unde sunt disponibili, prinde și șerpi, broaște, insecte, șobolani și pești din ordinul Siluriformes și din speciile Anabas testudineus⁠(en)[traduceți] și Channa striata⁠(en)[traduceți].
Mărimea crabilor găsiți în excremente din Huai Kha Khaeng Wildlife Sanctuary⁠(en)[traduceți] varia în lățimea carapacei⁠(en)[traduceți] de la 10 până la 44 cm.
Au fost observate vidre orientale cu gheare scurte captive lăsând fructe de mare la soare astfel încât căldura să le facă să se deschidă, ceea ce le permite vidrelor să le mănânce fără să trebuiască să spargă cochiliile.

### Reproducere
Există informații despre comportamentul de împerechere și înmulțire al vidrelor orientale cu gheare scurte pe baza studierii unor specimene captive. Perechile captive sunt monogame. Ciclul estral al femelelor durează 28 până la 30 de zile cu un estru ce durează de la una până la 13 zile. În general, împerecherea are loc în apă.
Gestația durează 62 până la 86 de zile. Intervalul dintre nașteri este de cel puțin opt luni.
În jur de cu două săptămâni înaintea parturiției, atât femela, cât și masculul contribuie la construirea unui cuib. Adună iarbă, fân și paie pe care le cară în încăperea unde vor fi născuți puii. Un rând de pui⁠(en)[traduceți] constă în unul până la șapte pui. Puii se nasc cu ochii închiși, pe care îi deschid în săptămâna a cincea.
Puii nou-născuți cântăresc 45,6 până la 62,5 g, după 60 de zile ajungând la o greutate de 410–988 g. La vârsta de zece săptămâni încep să exploreze împrejurimile vizuinii în care au crescut. La în jur de trei luni intră și dau din labe în apă puțin adâncă sub îndrumarea mamei. Devin independenți la vârsta de patru până la cinci luni.

## Amenințări
Vidra orientală cu gheare scurte este amenințată de braconajul pentru blana sa și de pierderea și distrugerea de habitate precum mangrove, ape curgătoare de deal și păduri cu turbărie pentru proiecte de acvacultură. Printre amenințările din India se numără defrișarea, convertirea de habitat natural pentru plantați de cafea și ceai, pescuitul excesiv din râuri și poluarea apelor cu pesticide.
Este specia de vidră cea mai căutată pentru comerțul⁠(en)[traduceți] ilegal din Asia cu anime de companie. Din 2016 până în 2017, cel puțin 711 vidre orientale cu gheare scurte au fost oferite spre vânzare prin site-uri web de către 280 de comercianți din Indonezia, Thailanda, Malaysia și Vietnam.
Din decembrie 2015 până în octombrie 2018, 49 de vidre orientale cu gheare scurte au fost confiscate de la traficanți de animale sălbatice din Thailanda, Vietnam și Japonia; 35 dintre ele erau destinate vânzării în Japonia.

## Conservare

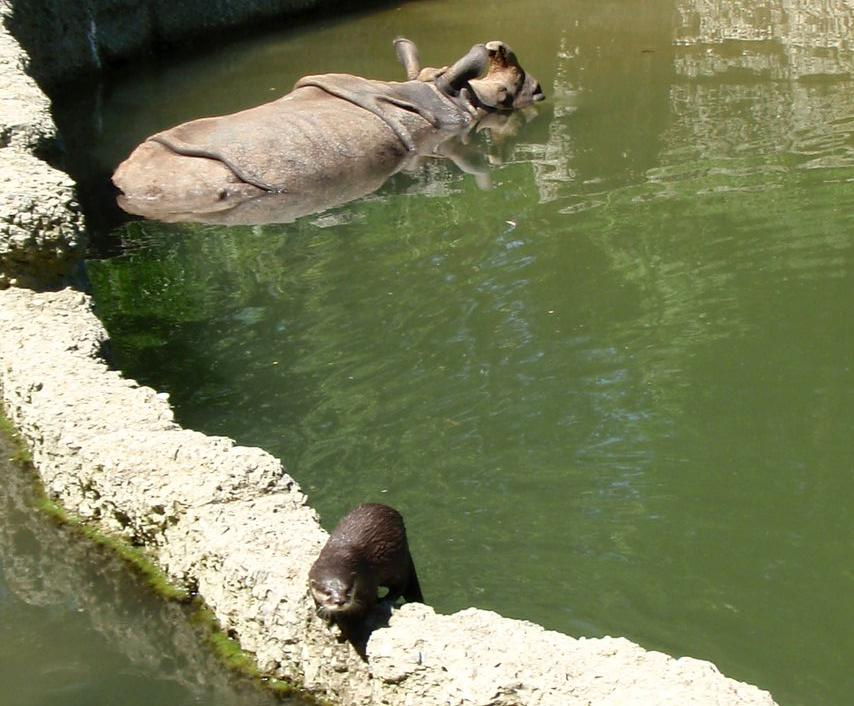
Vidră orientale cu gheare scurte înotând alături de un rinocer indian în en

Vidra orientală cu gheare scurte a fost listată pe Anexa II a CITES și în majoritatea țărilor cuprinse în arealul său este protejată astfel încât este interzisă ucidere sa. Din august 2019 încoace este inclusă în Anexa I a CITES, ceea ce îi întărește protecția privitoare la comerțul internațional. Din 2008 încoace este listată la nivel global pe Lista roșie a IUCN drept specie vulnerabilă⁠(en)[traduceți].

### În captivitate
Association of Zoos and Aquariums⁠(en)[traduceți] a întocmit în 1983 un Plan de Supraviețuire a Speciei⁠(en)[traduceți] („Species Survival Plan”) pentru a încuraja cercetarea asupra înmulțirii în captivitate.
În Europa, Zoo Basel⁠(en)[traduceți] ține vidre orientale cu gheare scurte alături de rinoceri indieni.
Vidrele orientale cu gheare scurte cu osteoporoză prezintă la multe segmente de oase resorbție de cartilaj și os hiperactiv provocată de osteoclaste, ceea ce provoacă cicatrici pe toate oasele.